# شاي الشعير
شاي الشعير هو منقوع حبوب الشعير المحمصة، ويعتبر عنصر أساسي في العديد من دول شرق آسيا مثل الصين واليابان وكوريا وتايوان وله نكهة لذيذة ومرة.
في كوريا يتم تناول الشاي إما ساخنًا أو باردًا، وغالبًا ما يحل محل مياه الشرب في العديد من المنازل والمطاعم. في اليابان عادة ما يتم تقديمه باردًا وهو يعتبر مشروب شعبي. يتوفر الشاي أيضًا على نطاق واسع في أكياس الشاي أو المعبأة في زجاجات في كوريا واليابان.

## أصل الكلمة
يُطلق على شاي الشعير في الصين اسم dàmài-chá (大麦茶؛ 大麥茶) أو mài-chá (麦茶؛ 麦茶)، حيث تعني كلمة dàmài (麦麻؛ 麦麻) أو mài (麦؛ 麦) الشعير وchá (茶) تعني شاي.
يُطلق على شاي الشعير في اليابان اسم mugi-cha (麦 茶)، والذي يشترك في نفس الأحرف الصينية مثل mài-chá الصينية (麦茶؛ 麦茶)، أو mugi-yu (麦汤؛ むぎゆ) ، حيث yu (汤؛ ゆ) تعني أيضًا الماء الساخن.
يُطلق على شاي الشعير في كوريا اسم بوري تشا (보리차)، وفيه تعني كلمة بوري الكورية الأصلية (보리) الشعير بينما تشترك تشا الصينية الكورية (차؛ 茶) في نفس الحرف الصيني الذي يعني الشاي.
يُطلق على شاي الشعير في تايوان اسم be̍h-á-tê (麦贝 茶)، وفيه كلمة beh-á (麦贝) تعني الشعير وtê (茶) تعني الشاي.

## تاريخ
استهلكت الطبقة الأرستقراطية اليابانية الشاي منذ فترة هييان. بدأ الساموراي في استهلاكه في فترة سينجوكو. خلال فترة إيدو أصبحت أكشاك الشوارع المتخصصة في شاي الشعير شائعة بين عامة الناس.

## التحضير
يمكن تحضير الشاي عن طريق غلي حبات الشعير المحمص غير المقشر في الماء أو تخمير الشعير المحمص والمطحون في الماء الساخن. في اليابان أصبحت أكياس الشاي التي تحتوي على الشعير المطحون أكثر شيوعًا من حبات الشعير التقليدية خلال أوائل الثمانينيات ولا تزال حتي اليوم، يتوفر الشاي أيضًا في عبوات مُعبأة مسبقًا في زجاجات بلاستيك البولي إيثيلين تيريفثالات.

### التعبئة
يباع شاي الشعير المعبأ في محلات السوبر ماركت والمتاجر وآلات البيع في اليابان وكوريا، و يُباع شاي الشعير البارد في الغالب في زجاجات PET، وهو مشروب صيفي مشهور جدًا في اليابان. في كوريا يوجد شاي الشعير الساخن المعبأ في زجاجات بولي إيثيلين تيريفثالات مقاومة للحرارة أيضًا في آلات البيع وفي المتاجر الصغيرة.

### الشعير المخلوط وأنواع الشاي
في كوريا غالبًا ما يتم الجمع بين الشعير المحمص والذرة المحمصة، حيث أن حلاوة الذرة تعوض النكهة المرّة للشعير، الشاي المصنوع من الذرة المحمصة يسمى شاي الذرة، والشاي المصنوع من الذرة المحمصة والشعير المحمص يسمى شاي الشعير والذرة، العديد من المشروبات المماثلة المصنوعة من الحبوب المحمصة تشمل شاي الأرز البني و شاي بذور المنجل و شاي الحنطة السوداء.
يُباع شاي الشعير المحمص في شكل مطحون وأحيانًا مع الهندباء أو مكونات أخرى، كبديل للقهوة.